# Montesanto (Sellano)
Montesanto è una frazione del comune di Sellano, in provincia di Perugia, situata a 8 km dal capoluogo e ad un'altitudine di 743 m s.l.m..
Secondo i dati del censimento del 2001, gli abitanti sono 11.

## Storia
Già comune autonomo, denominato fino al 1863 Montesanto, durante il 1863 Montesanto Viezi e quindi Montesanto Vigi, fu accorpato nel 1879 dall'attuale comune.

## Monumenti e luoghi di interesse

### Architettura religiosa
- Pieve di Santa Maria del XII-XVI secolo a tre navate con affreschi del XVII secolo alla fine della navata destra, pavimento originario e acquasantiere del XVI secolo;
- Chiesa di Santa Lucia del XVI secolo e Cappella della Madonna della porta del XVI secolo con affreschi dei quattro Evangelisti e di una Madonna del latte;
- Chiesa di Sant'Anna del XVII secolo.

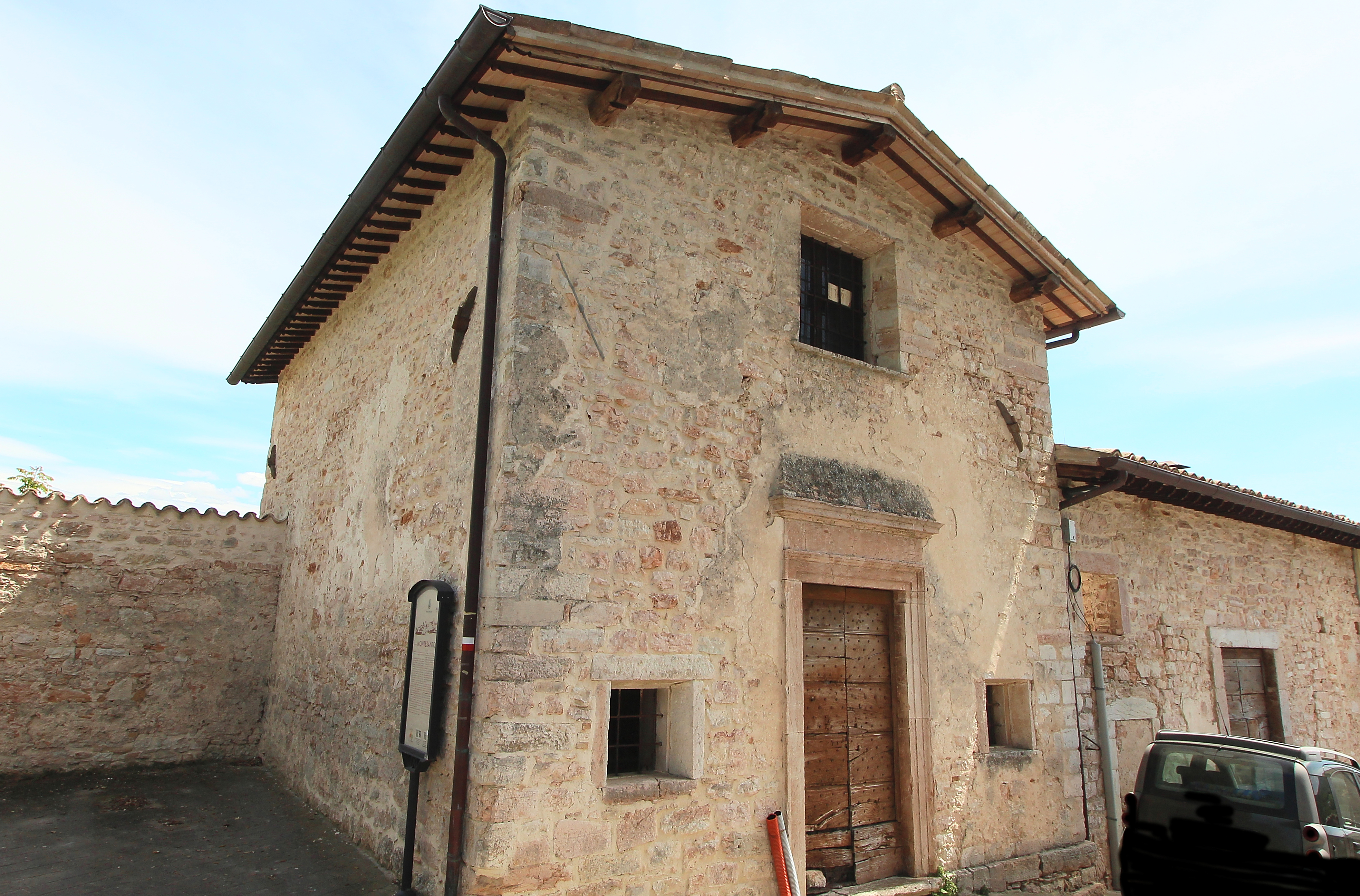
La chiesa di Sant'Anna
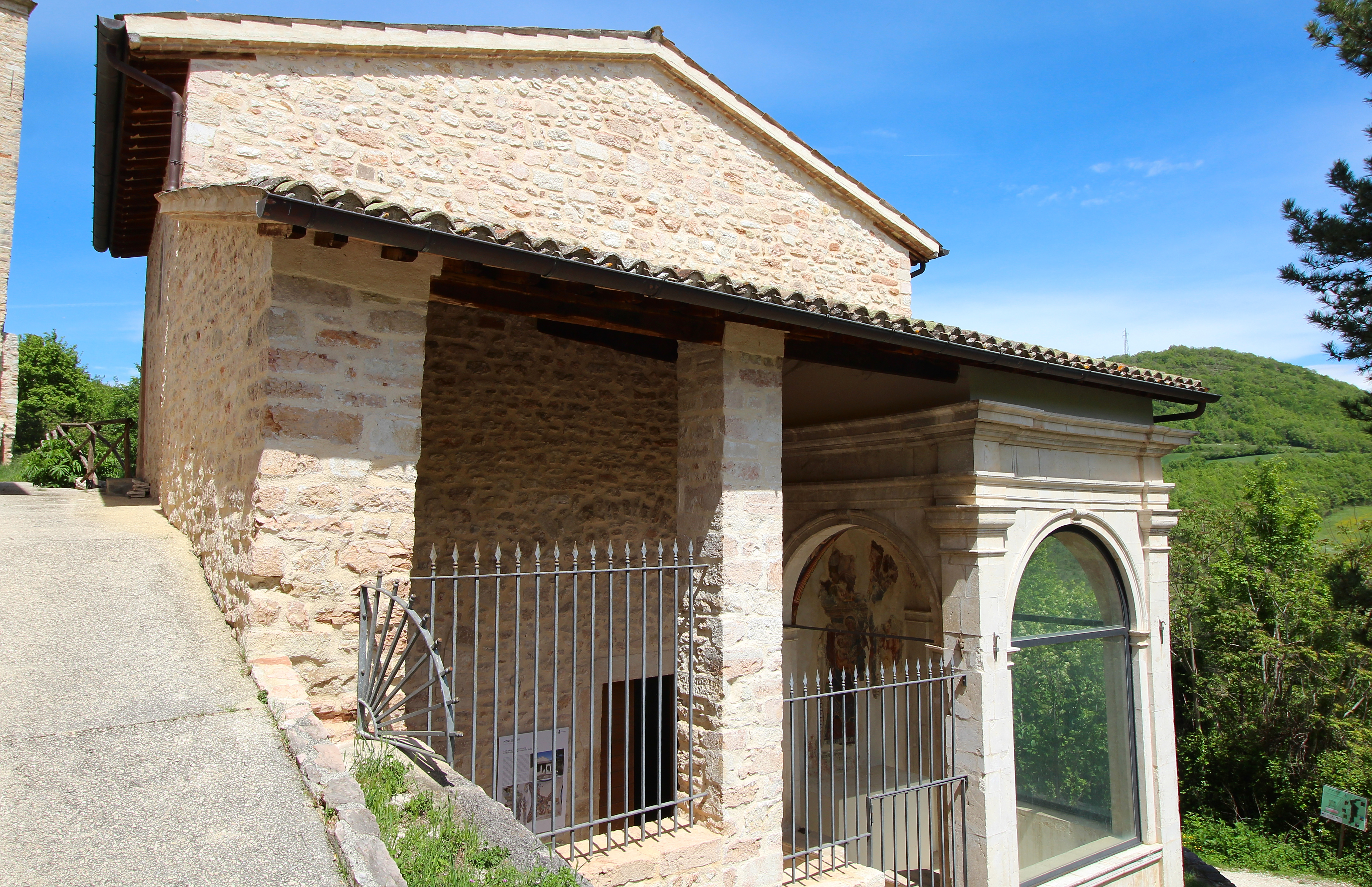
La chiesa di Santa Lucia
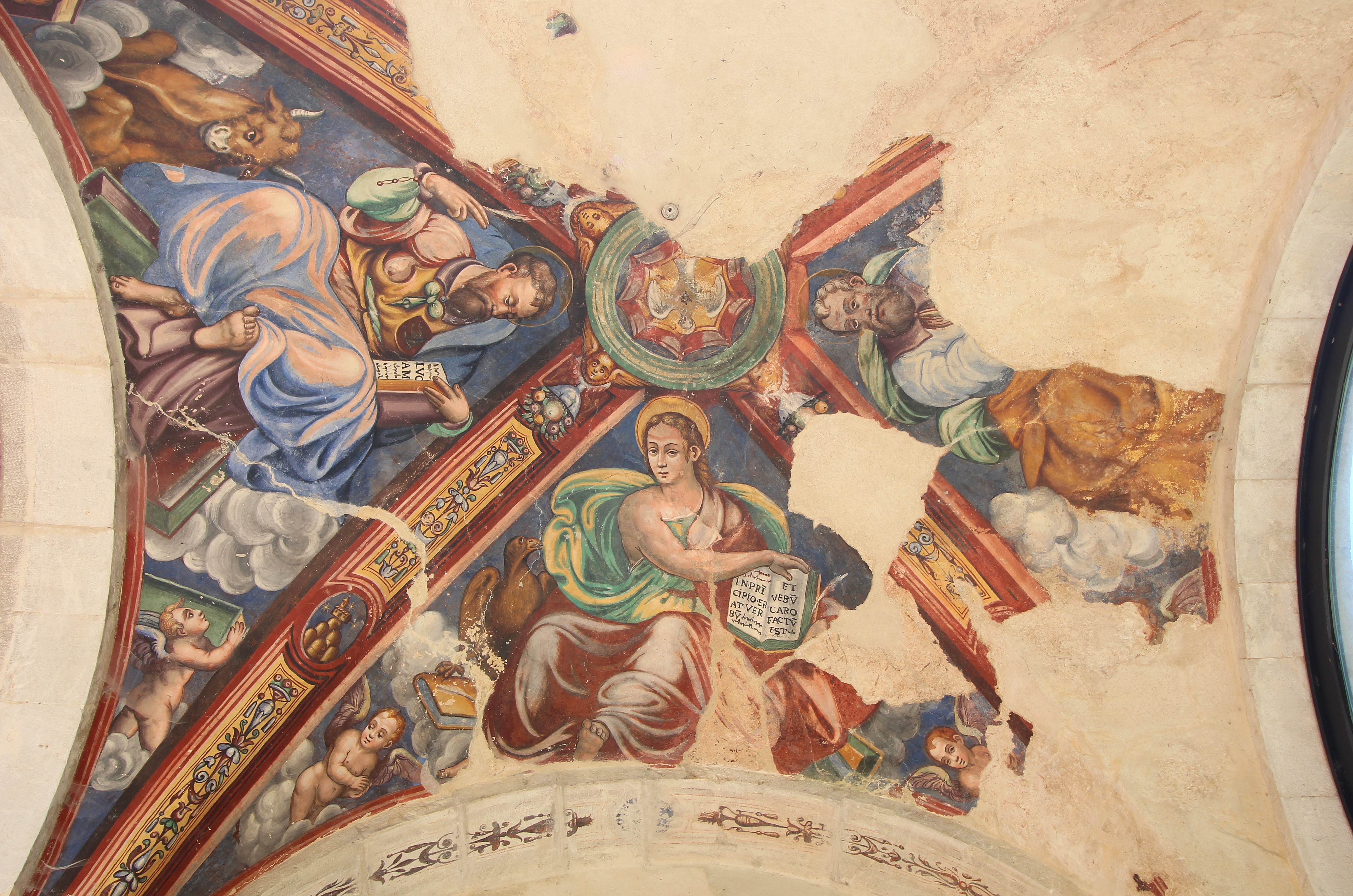
La chiesa di Santa Lucia, affreschi della Edicola della Madonna della Porta
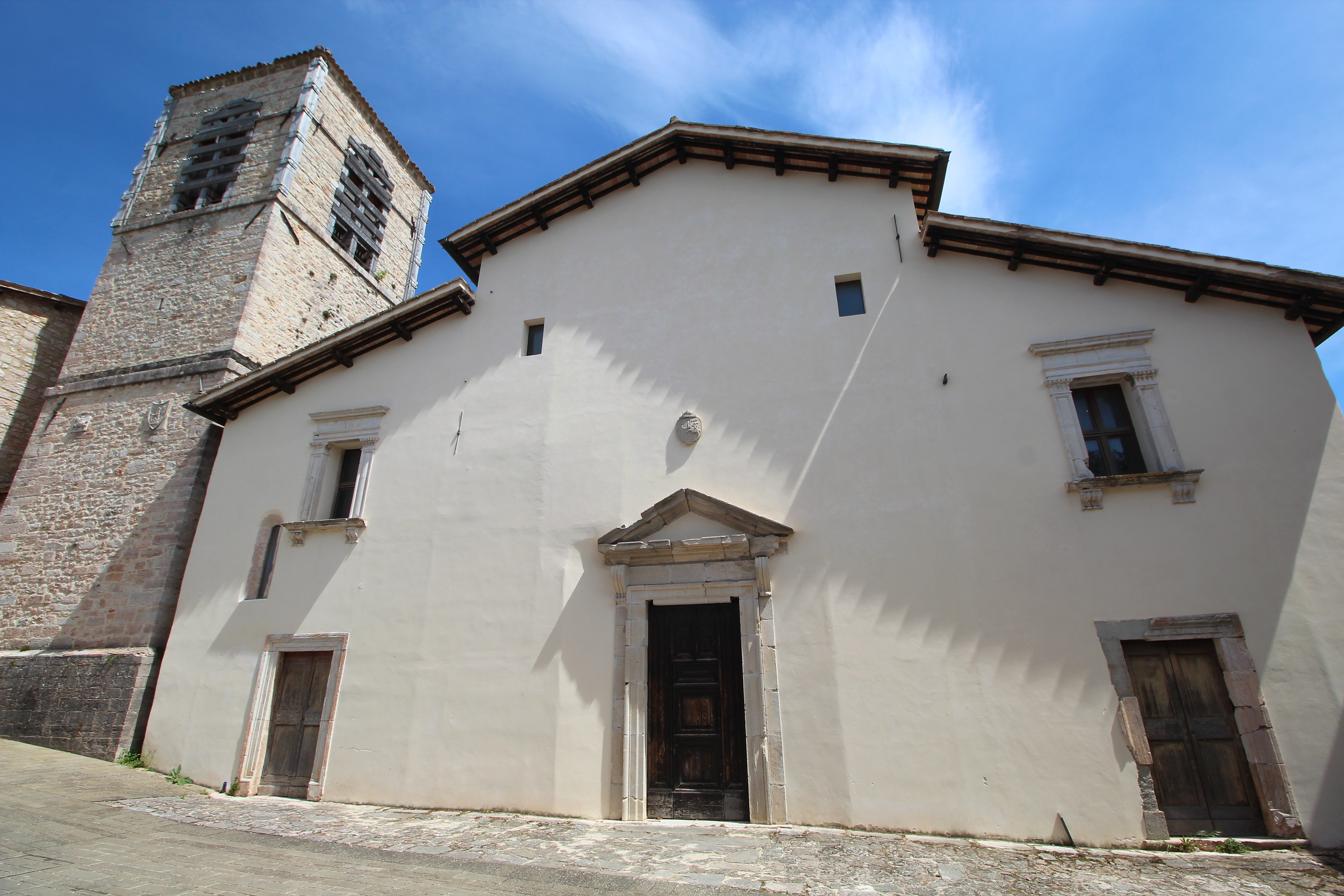
La pieve di Santa Maria

### Architettura militare
- Cinta muraria medievale del XII secolo e ruderi antica rocca.

### Architettura civile
- Palazzotti dei secoli XV-XVI-XVII;
- Casa della posta XVI secolo con all'interno camino e lavabo del XVI secolo e affresco con Madonna e due santi del XV secolo.

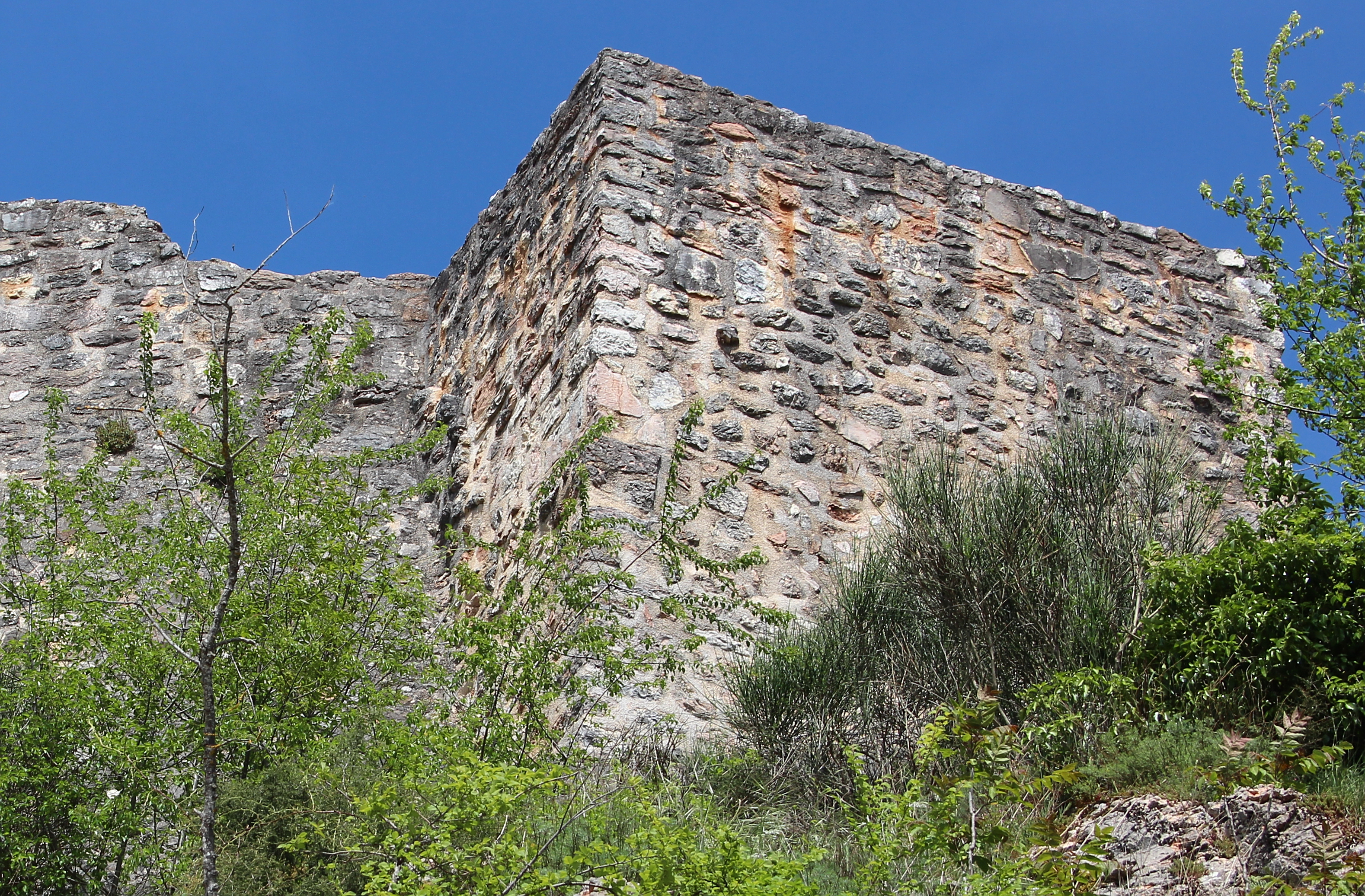
Le mura
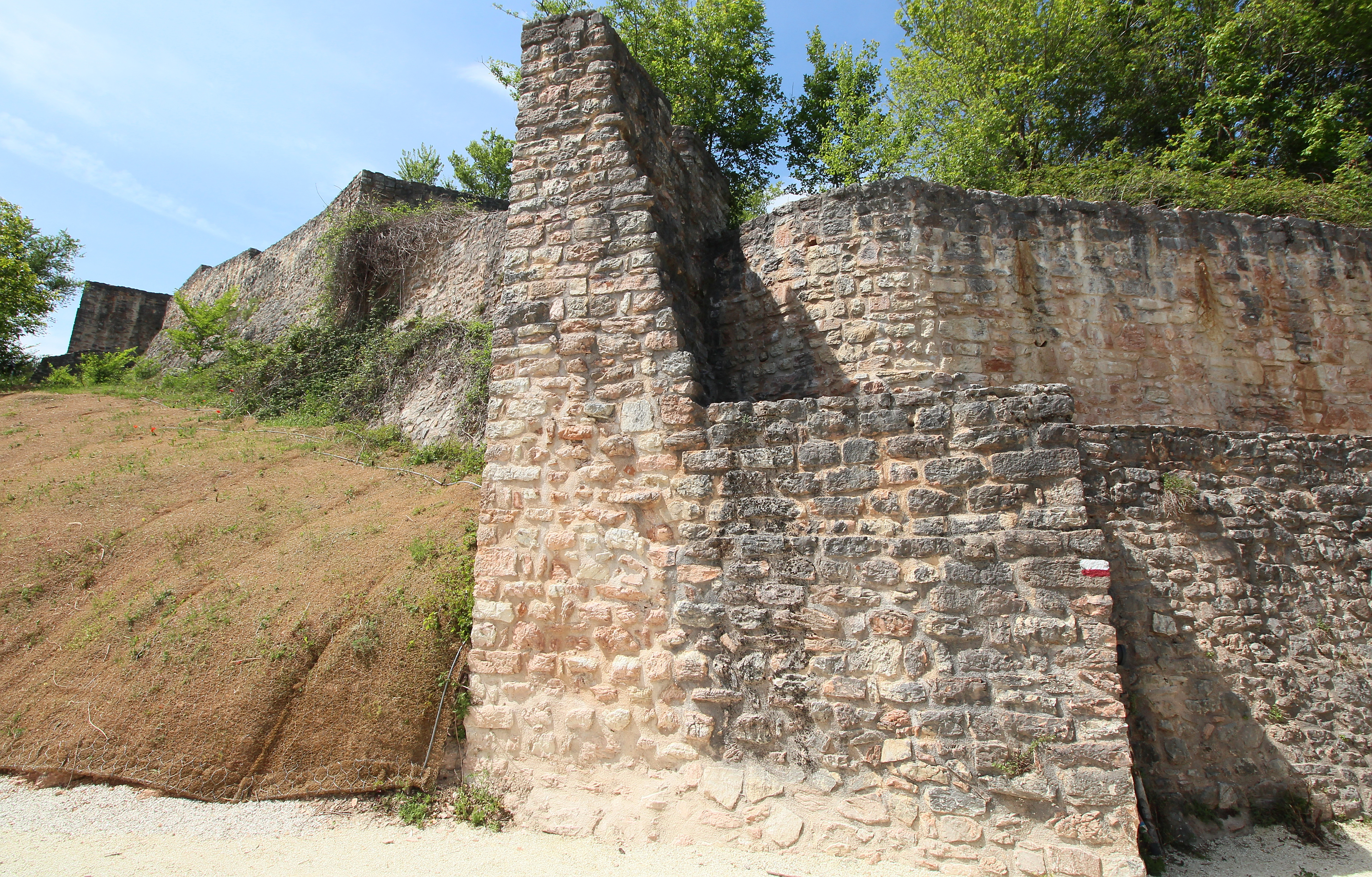
Le mura
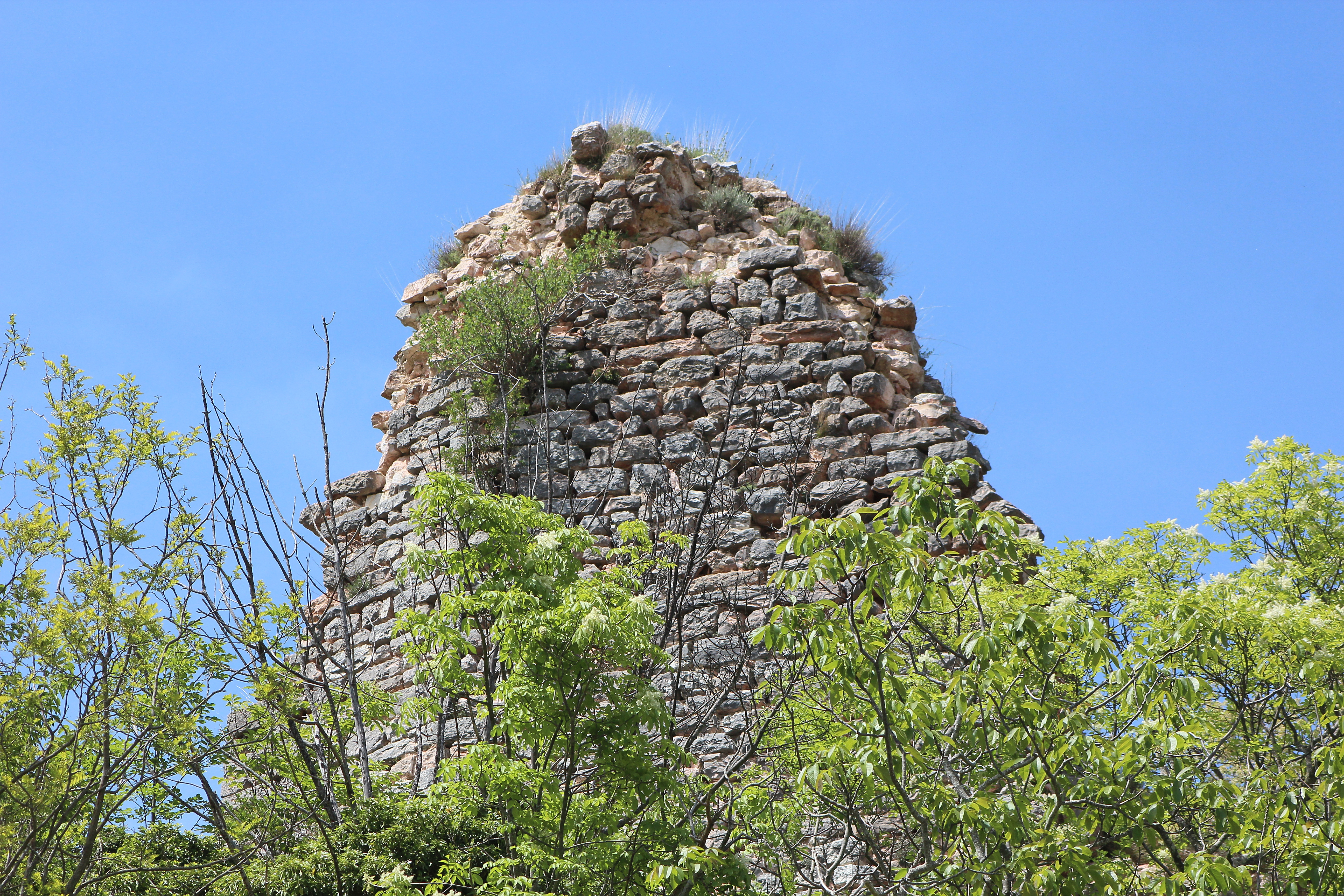
Ruderi della Rocca di Montesanto
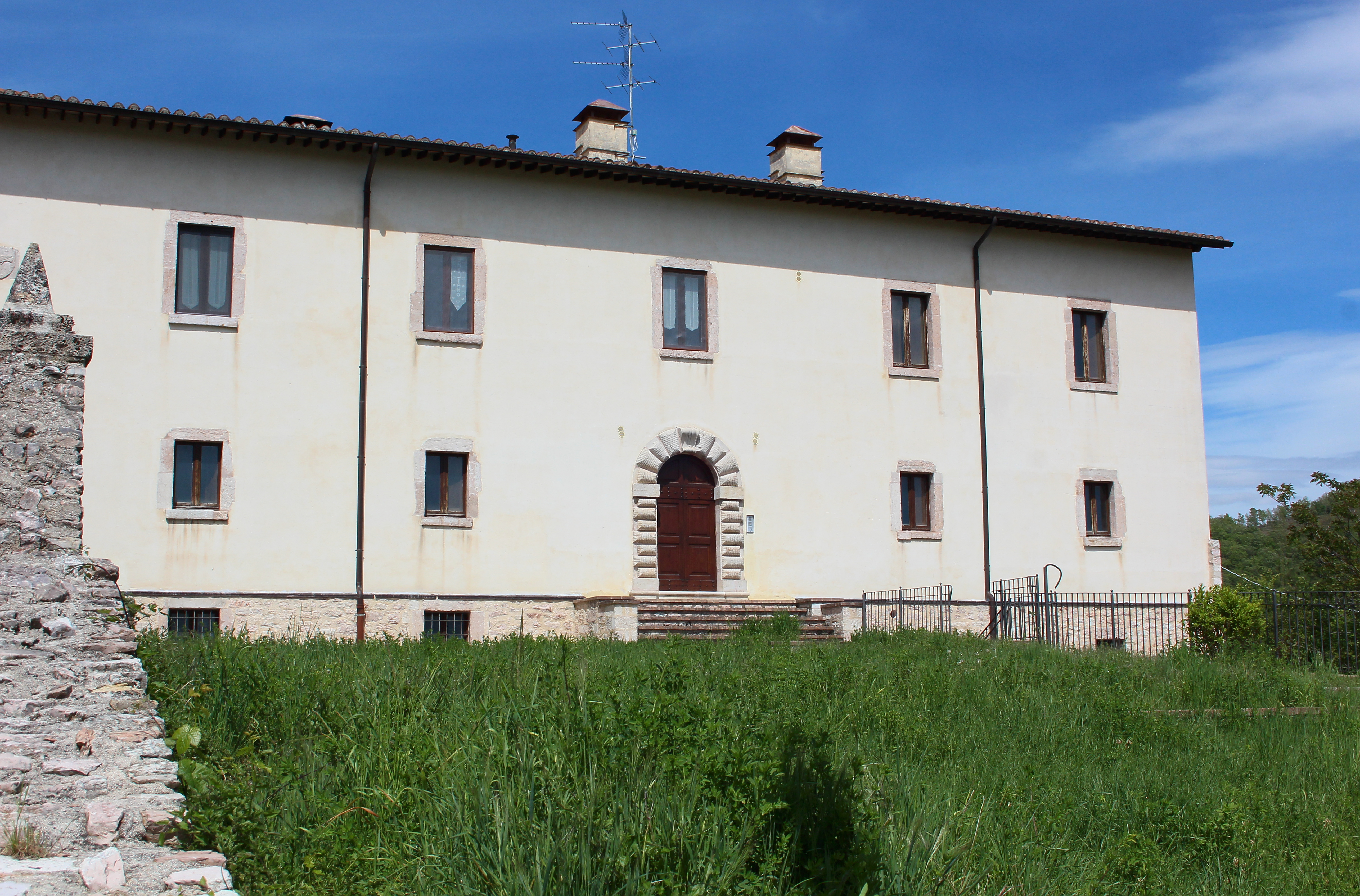
Palazzo Pazzi Morelli